# Hoploscopa danaoensis
Hoploscopa danaoensis is een vlinder uit de familie van de grasmotten (Crambidae), uit de onderfamilie van de Hoploscopinae. De wetenschappelijke naam van deze soort is voor het eerst gepubliceerd in 2020 door Théo Léger en Matthias Nuss.
De voorvleugellengte is bij het mannetje 8 millimeter en bij het vrouwtje 8 tot 9 millimeter.
De soort komt voor bij het op 650 meter hoogte liggend Lake Danao op het eiland Leyte (Filipijnen).